# Sylke Luding
Sylke Luding (Halle an der Saale, 1 december 1968) is een voormalig schaatsster uit Oost-Duitsland die actief was tussen 1982 en 1991. Ze vertegenwoordigde haar vaderland op internationale schaatswedstrijden. Ze was een sprintster, gespecialiseerd in de 500 en 1000 meter.
Luding was een talent. Op de Wereldkampioenschappen schaatsen junioren 1987 won ze de 500 meter en eindigde in het allround klassement als derde. Hetzelfde seizoen verbrak ze twee keer het junioren wereldrecord op de 500m en tevens verbrak ze het junioren sprintvierkamp wereldrecord. Het 500m wereldrecord bleef een aantal jaar staan, en sommige schaatssters beten zich er op stuk. Het record werd uiteindelijk verbroken door Kyoko Shimazaki in 1990. Luding maakte haar senioren wereldbeker debuut tijdens de Wereldbeker schaatsen 1985/1986 en deed mee in de sprintonderdelen in Berlijn en Davos. Ze reed haar laatste wereldbekerwedstrijd tijdens de Wereldbeker schaatsen 1985/1986 in Berlijn. Ze werd in totaal drie keer zevende bij wereldbekerwedstrijden. Door een blessure kon ze tijdens het seizoen 1989-90 een tijd niet schaatsen.
Bij de Duitse afstandskampioenschappen won ze vier keer een bronzen medaille: drie keer op de 500 meter en één keer op de 100 meter.
Als mentale coach had ze Olympisch medaillewinnaar op de wielerbaan en ijsbaan Christa Rothenburger.
Luding is de dochter van Duits sprint schaatscoach Ernst Luding uit zijn eerste huwelijk.